# Una questione di memoria
Una questione di memoria (Lest We Remember) è un racconto di fantascienza di Isaac Asimov pubblicato per la prima volta nel 1982, nel numero di febbraio della rivista Asimov's Science Fiction. Successivamente è stato incluso in diverse antologie, tra cui Il vento è cambiato (The Winds of Change and Other Stories) del 1983 e Sogni di robot (Robot Dreams) del 1986.
È stato pubblicato varie volte in italiano a partire dal 1952, inizialmente col titolo Memoria istantanea.

## Trama
John Heath è un "uomo medio", che lavora per la Quantum Pharmaceuticals. Scontento del suo ruolo “medio” sul lavoro e nella vita, cerca un modo di migliorarsi e di impressionare la sua fidanzata Susan Collins. Si offre quindi volontario per testare un nuovo farmaco che dovrebbe migliorare la memoria e infatti, dopo il test, John riesce a ricordare fino al minimo dettaglio ogni cosa che ha mai letto o sentito.
Preso dalla furia di far carriera comincia a ricattare i suoi superiori per farsi concedere tutto ciò che chiede, finché i suoi capi e i ricercatori della sua società riescono a chiuderlo con l'inganno in uno degli uffici per iniettargli l'antidoto contro il farmaco della memoria.
Susan accorre per salvarlo e alla fine John conserva la sua memoria eccezionale, promettendo a Susan di non utilizzarla più per scopi sbagliati, nella speranza che un giorno tutti possano avere una simile capacità.